# Валютные кризисы в России
Валютные кризисы в России — циклические валютные кризисы в российской экономике, вызванные ухудшением платежного баланса, а также ошибками налогово-бюджетной и денежно-кредитной политик.

## Идентификация валютного кризиса
Валютные кризисы рассматриваются как периоды спекулятивного давления на валютном рынке, которые заканчиваются девальвацией рубля (или его значительным обесценением) или вынужденными ответными мерами денежных властей по защите валютного курса в форме валютных интервенций, ужесточения денежно-кредитной политики или введения мер валютного контроля или контроля над движением капитала. Значительного изменения валютного курса может не произойти, однако спекулятивное давление на валютном рынке приводит к потере центральным банком международных резервов или/и повышению краткосрочных процентных ставок на денежном рынке.

## Индекс валютного кризиса

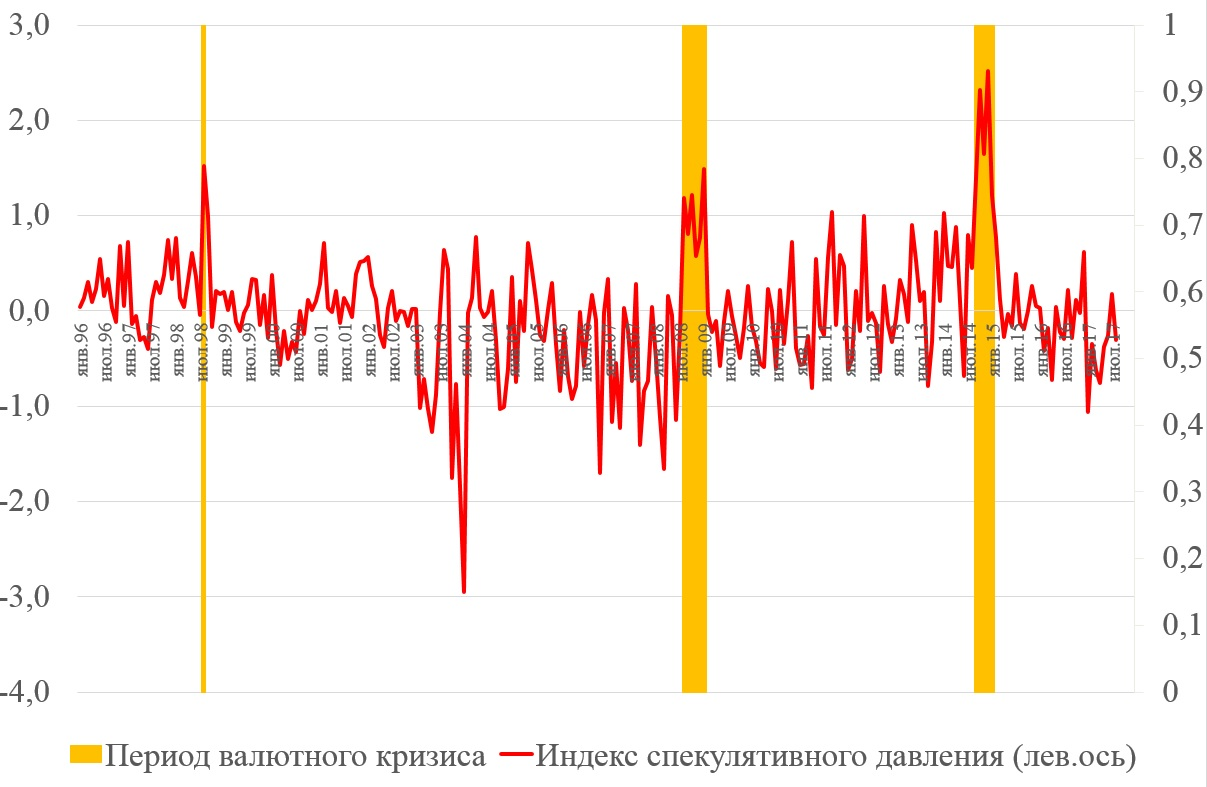
Периодизация валютных кризисов в России, 1996—2017 гг.

Спекулятивное давление на валютном рынке можно измерить с помощью средневзвешенного индекса, включающего переменные номинального валютного курса, международных резервов и процентной ставки. Индекс впервые предложен в 1995 году группой экономистов, состоящей из Барри Эйхенгрина и Эндрю Роуза из Калифорнийского университета, а также Шарля Випло из Женевского института международных отношений. Спекулятивное давление достигает критических значений, если индекс не менее чем на 1,5-2 стандартных отклонения выше своего среднего значения.

### Периодизация валютных кризисов в России
Используя индекс валютного кризиса по данным за 1995—2017 гг. можно выделить три периода, с характерным превышением предельного безопасного уровня в 1,5-2 стандартных отклонения от среднего значения индекса:
- август 1998 года (девальвация рубля с 9,33 до 15,91 RUB/USD);
- август 2008 года — январь 2009 года («управляемая» девальвация рубля с 24,57 до 35,37 RUB/USD);
- сентябрь 2014 года — январь 2015 года (обесценение рубля с 39,42 до 69,62 RUB/USD).

### Факторы валютного кризиса
| Фактор кризиса              | 1998 год | 2008 — 2009 годы | 2014 — 2015 годы |
| --------------------------- | --- | --- | --- |
| Платежный баланс            | исторически низкие цены на нефть, приводившие к слабому торговому балансу; краткосрочный приток иностранного капитала на рынок государственного долга, привлеченного высокой доходностью и хеджированием валютного риска                                                                     | падение цен на нефть в свете глобального финансового кризиса и ухудшение торгового баланса, отток капитала                                                                          | падение цен на сырьевые товары, введение иностранных санкций, прекращение доступа на внешние рынки капитала и необходимость погашения внешнего долга                                    |
| Налогово-бюджетная политика | накопление значительного государственного долга, который при хроническом дефиците бюджета правительство было неспособно полностью обслуживать | использование средств ранее накопленных суверенных фондов, расширение бюджетных расходов                                                                                            | израсходование средств суверенных фондов, расширение бюджетных расходов |
| Денежно-кредитная политика  | высокие процентные ставки, поддерживавшиеся жесткой денежно-кредитной политикой, вели к быстрому росту государственного долга; низкий уровень международных резервов; установление валютного коридора для курса рубля, который не соответствовал фундаментальным макроэкономическим факторам | поэтапная девальвация и обесценение бивалютной корзины за один торговый день на 1-1,5 % («управляемая девальвация»); формирование устойчивых ожиданий дальнейшего обесценения рубля | поддержание плавающего коридора для бивалютной корзины, последующий отказ от стабилизации валютного курса в пользу процентных ставок на денежном рынке, переход на плавающий курс рубля |